# Karszówka (Gózd)
Karszówka – część wsi Gózd w Polsce, położona w województwie mazowieckim, w powiecie radomskim, w gminie Gózd.
W latach 1975–1998 Karszówka należała administracyjnie do województwa radomskiego. 
Wierni Kościoła rzymskokatolickiego należą do parafii Miłosierdzia Bożego w Goździelub do parafii św. Józefa Oblubieńca Najświętszej Maryi Panny w Kuczkach.